# Leichtathletik-Weltmeisterschaften 1997/50 km Gehen der Männer
Das 50-km-Gehen der Männer bei den Leichtathletik-Weltmeisterschaften 1997 wurde am 7. August 1997 in den Straßen der griechischen Hauptstadt Athen ausgetragen.
Seinen ersten Weltmeistertitel errang der polnische Olympiasieger von 1996 und WM-Dritte von 1995 Robert Korzeniowski. Silber ging an den spanischen Weltmeister von 1993 Jesús Ángel García. Bronzemedaillengewinner wurde der Mexikaner Miguel Ángel Rodríguez.

## Bestehende Bestmarken

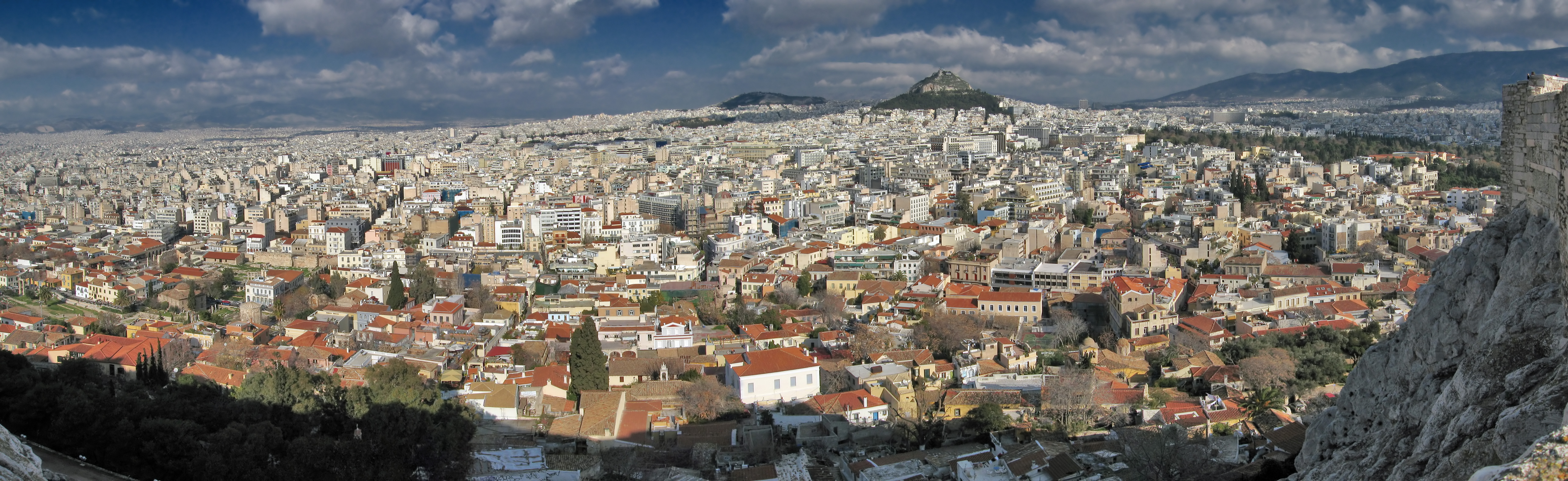
Blick von der Akropolis auf Athen im Jahr 2008

| Weltbestzeit | 3:37:41 h | Andrei Perlow     | Leningrad (heute St. Petersburg), Sowjetunion (heute Russland) | 5. August 1989  |
| WM-Rekord    | 3:40:53 h | Maurizio Damilano | WM 1987 in Rom, Italien                                        | 30. August 1987 |

Anmerkung:
Rekorde wurden damals im Marathonlauf und Straßengehen wegen der unterschiedlichen Streckenbeschaffenheiten mit Ausnahme von Meisterschaftsrekorden nicht geführt.
Der bestehende WM-Rekord wurde bei diesen Weltmeisterschaften nicht eingestellt und nicht verbessert.
Der Japaner Fumio Imamura stellte mit 3:50:27 h eine neue Landesbestleistung auf.

## Durchführung
Hier gab es keine Vorrunde, alle 42 Geher traten gemeinsam zum Finale an.

## Ergebnis

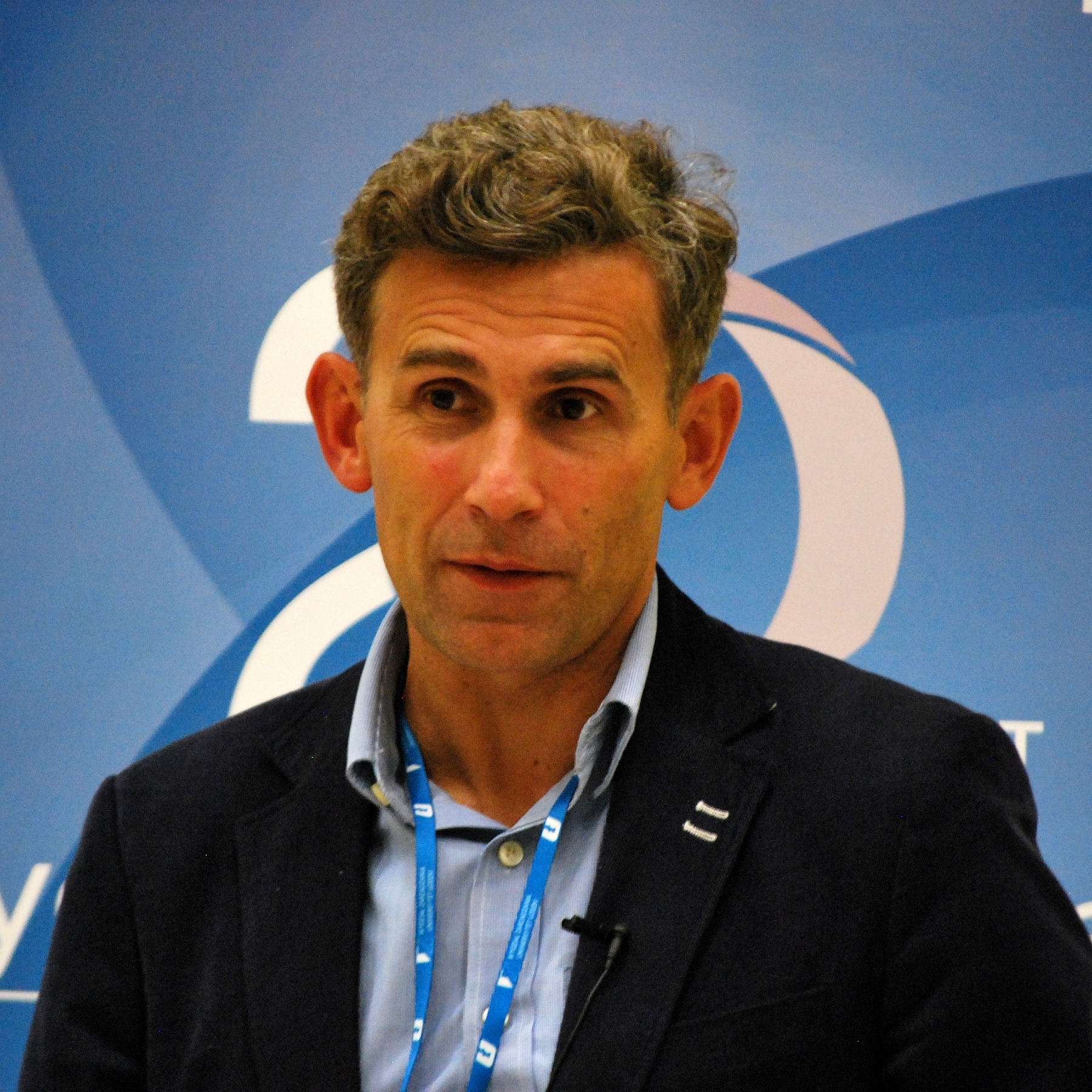
Weltmeister Robert Korzeniowski wurde mit vielen weiteren bedeutenden Siegen einer der erfolgreichsten Geher in der Sportgeschichte

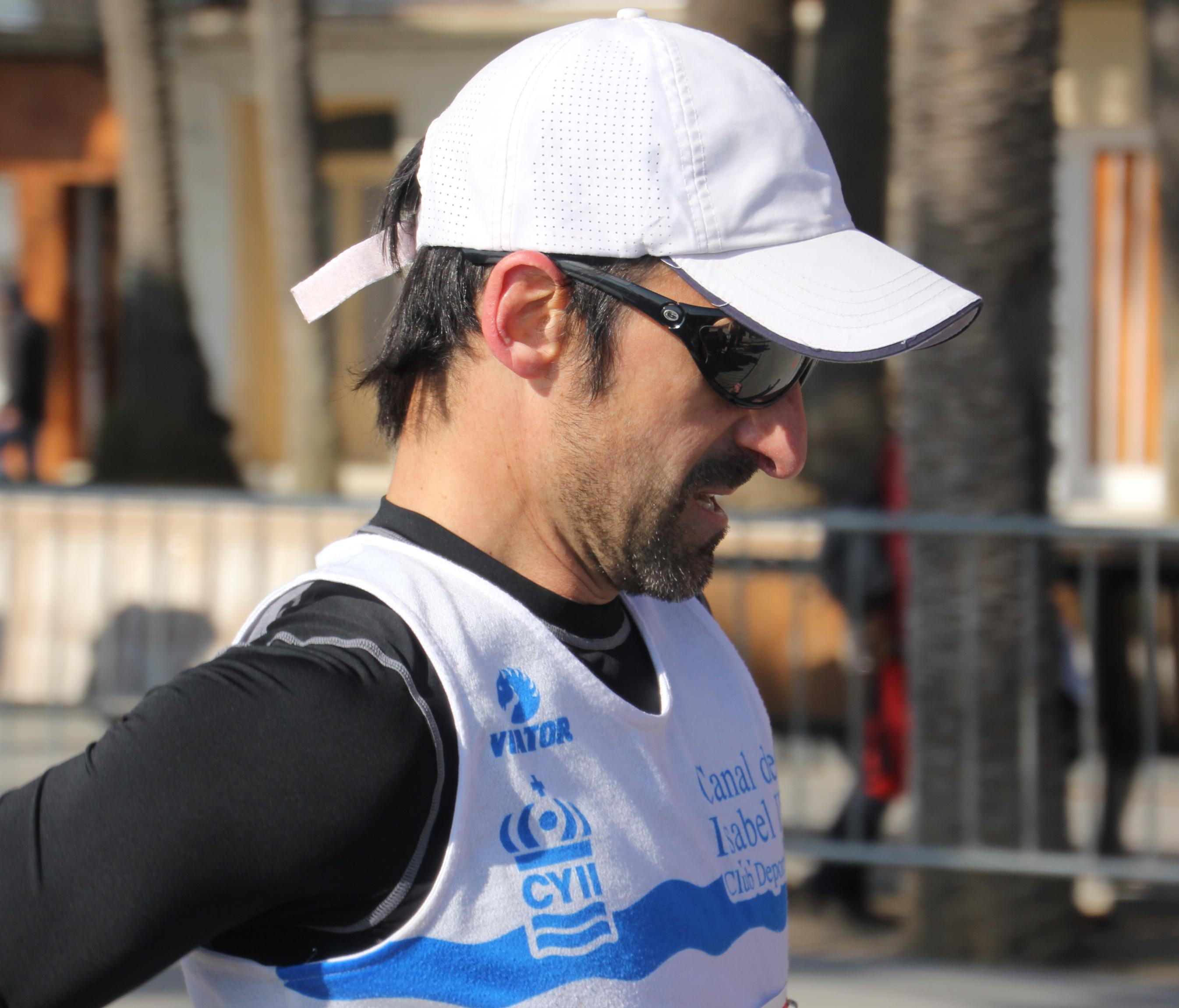
Jesús Ángel García – 1993 Weltmeister und nun Vizeweltmeister

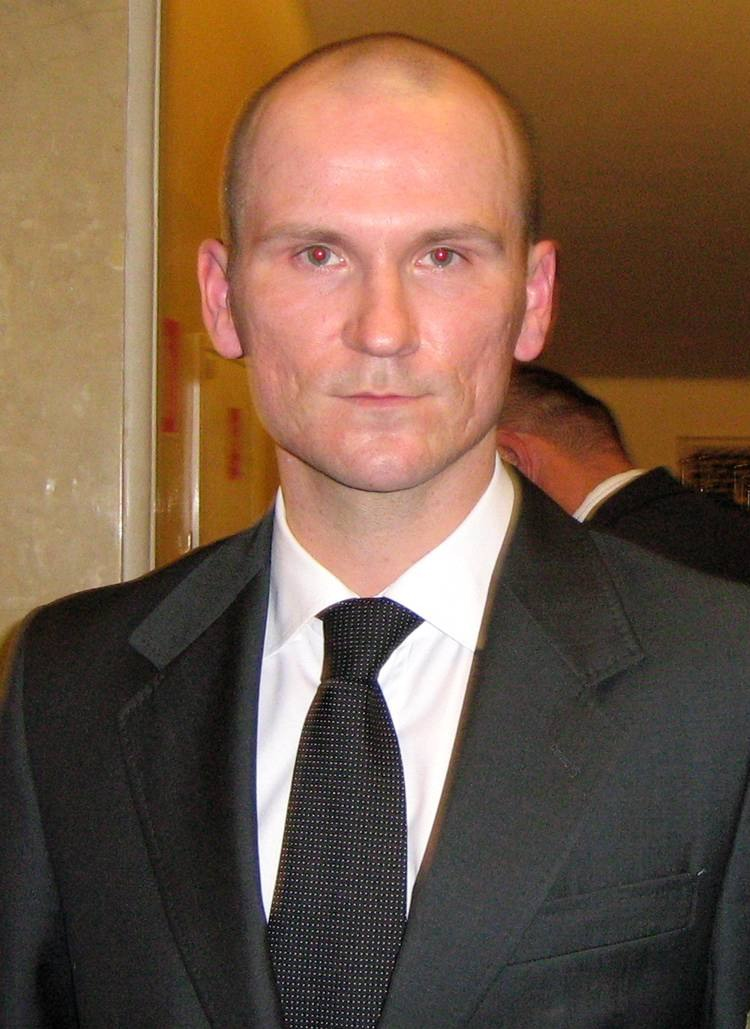
Tomasz Lipíec – hier in seinem späteren Leben als Politiker – kam auf den fünften Platz

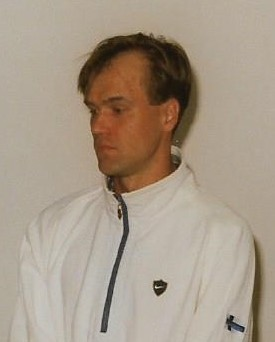
Titelverteidiger Valentin Kononen – diesmal Rang neun

7. August 1997, 7:00 Uhr
| Platz | Name                   | Nation              | Zeit (h)    |
| ----- | ---------------------- | ------------------- | ----------- |
| 1     | Robert Korzeniowski    | Polen               | 3:44:46     |
| 2     | Jesús Ángel García     | Spanien             | 3:44:59     |
| 3     | Miguel Ángel Rodríguez | Mexiko              | 3:48:30     |
| 4     | Oleg Ischutkin         | Russland            | 3:50:04     |
| 5     | Tomasz Lipíec          | Polen               | 3:50:14     |
| 6     | Fumio Imamura          | Japan               | 3:50:27 NBL |
| 7     | Sylvain Caudron        | Frankreich          | 3:51:17     |
| 8     | Arturo Di Mezza        | Italien             | 3:51:33     |
| 9     | Valentin Kononen       | Finnland            | 3:53:40     |
| 10    | Alexei Wojewodin       | Russland            | 3:54:28     |
| 11    | René Piller            | Frankreich          | 3:55:06     |
| 12    | Sergey Korepanov       | Belarus             | 3:56:19     |
| 13    | Craig Barrett          | Neuseeland          | 3:56:30     |
| 14    | Giovanni Perricelli    | Italien             | 3:57:38     |
| 15    | Nikolai Matjuchin      | Russland            | 3:58:18     |
| 16    | Axel Noack             | Deutschland         | 3:59:29     |
| 17    | Héctor Moreno          | Kolumbien           | 3:59:33     |
| 18    | Štefan Malík           | Slowakei            | 3:59:52     |
| 19    | Ruben Arikado          | Mexiko              | 4:04:17     |
| 20    | Zoltán Czukor          | Ungarn              | 4:05:09     |
| 21    | Santiago Pérez         | Spanien             | 4:05:25     |
| 22    | Dmitriy Savaytan       | Belarus             | 4:05:35     |
| 23    | Julio Urias            | Guatemala           | 4:07:18     |
| 24    | Peter Zanner           | Deutschland         | 4:07:38     |
| 25    | Christophe Cousin      | Frankreich          | 4:08:26     |
| 26    | Miloš Holuša           | Tschechien          | 4:09:08     |
| 27    | José Magalhães         | Portugal            | 4:10:03     |
| 28    | Orazio Romanzi         | Italien             | 4:11:00     |
| 29    | Hrístos Karayeórgos    | Griechenland        | 4:30:05     |
| DNF   | Tim Berrett            | Kanada              |             |
| DNF   | Bo Gustafsson          | Schweden            |             |
| DNF   | Viktor Ginko           | Belarus             |             |
| DNF   | Zhao Yongsheng         | Volksrepublik China |             |
| DNF   | Jaime Barroso          | Spanien             |             |
| DSQ   | Andrew Hermann         | USA                 |             |
| DSQ   | Aleksandar Raković     | BR Jugoslawien      |             |
| DSQ   | Roman Mrázek           | Slowakei            |             |
| DSQ   | Peter Tichý            | Slowakei            |             |
| DSQ   | Dirk Nicque            | Belgien             |             |
| DSQ   | Jacek Müller           | Polen               |             |
| DSQ   | Germán Sánchez         | Mexiko              |             |
| DSQ   | Thomas Wallstab        | Deutschland         |             |